# Hesperornithiformes
Hesperornithiformes é uma ordem de aves pré-históricas, contemporâneas dos dinossauros, que desapareceu na extinção KT do final do Cretáceo (há cerca de 65 milhões de anos). O grupo descrito em 1871 pelo paleontólogo Othniel Marsh.
Os hesperornitiformes eram aves aquáticas, bem adaptadas à vida marinha nos oceanos da Laurásia. As principais ocorrências de fósseis deste grupo vêm do interior dos Estados Unidos, uma região que formava um imenso mar epicontinental no Mesozóico. Os hesperornitiformes tinham asas pequenas e atrofiadas, com proporções que sugerem que estas aves não pudessem voar, tal como os pinguins da actualidade. O corpo era alongado e hidrodinâmico, terminando num pescoço longo e cabeça afilada. O comprimento do bico varia de acordo com a espécie, mas em todas continha fiadas de dentes simples e afiados, como os presentes no Archaeopteryx. As patas traseiras dos hesperornitiformes eram bastante poderosas, com fémur e metatarsos curto e tíbias longas especialmente adaptadas à propulsão. Com esta anatomia das patas, estas aves não deviam ser ágeis em terra e provavelmente viviam a maior parte do tempo no mar. Um espécime foi preservado com penas que mostram má adaptação ao voo, mas com características de serem excelentes isoladoras. A alimentação dos hesperornitiformes devia ser à base de peixes, amonites e outros cefalópodes mesozóicos como as belemnites. A maior espécie do grupo conhecida até agora é o Canadaga, que media cerca de 1,5 metros de comprimento.
Como todas as aves, os hesperornitiformes evoluiram a partir de répteis terópodes tetanúreos do grupo Coelurosauria. 

## Classificação
- Aslahesperornis Nessov e Prizemlin, 1899
  - Aslahesperornis bazhanovi Nessov e Prizemlin, 1991
- Baptornis Marsh, 1877
  - Baptornis advenus Marsh, 1877
- Coniornis Marsh, 1893
  - Coniornis altus Marsh, 1893
- Enaliornis Seeley, 1876
  - Enaliornis barretti Seeley, 1876
  - Enaliornis sedgwicki (Seeley, 1876)
- Hesperornis Marsh, 1872
  - Hesperornis regalis Marsh, 1872
  - Hesperornis crassipes (Marsh, 1876)
  - Hesperornis gracilis Marsh, 1876
- Jundinornis Nessov e Borkin, 1983
  - Jundinornis nogontsavensis Nessov e Borkin, 1983
- Parahesperornis Martin, 1983
  - Parahesperornis alexi Martin, 1983
- Pasquiaornis Tokaryk, Cumbaa e Storer, 1997
  - Pasquiaornis hardiei Tokaryk, Cumbaa e Storer, 1997
  - Pasquiaornis tankei Tokaryk, Cumbaa e Storer, 1997
- Potamornis Elzanowski, Paul e Stidham, 1999
  - Potamornis skutchi Elzanowski, Paul e Stidham, 1999